# Licia Maglietta

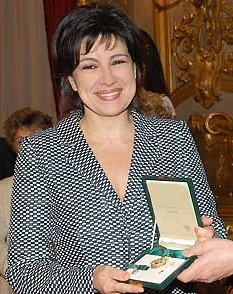
Licia Maglietta, 2004

Licia Maglietta (* 16. November 1954 in Neapel) ist eine italienische Schauspielerin.
Licia Maglietta studierte zunächst Architektur, bevor sie ihre Tanz- und Schauspielkarriere am Theater begann. 1981 schloss sie sich der Gruppe Falso Movimento an. Noch im gleichen Jahr stand sie in einer Aufführung des Othello auf der Bühne. 1994 spielte sie in Leonce und Lena, im Jahr 2000 in Molières Tartuffe.
Licia Maglietta arbeitete zumeist mit dem Theater- und Filmregisseur Mario Martone zusammen. 1997 machte sie bei den Dreharbeiten zu Le Acrobate erste Erfahrungen mit Regisseur Silvio Soldini. Unter seiner Regie spielte sie drei Jahre später auch in dem Film Brot und Tulpen mit. Für ihre schauspielerische Leistung in der Rolle der Rosalba wurde sie mit dem David di Donatello, einem Nastro d’Argento (Band in Silber der italienischen Filmkritik), einem Globo d’oro sowie einem Ciak d’oro ausgezeichnet. 2004 drehte sie mit Soldini einen weiteren Film, Agata und der Sturm.
Licia Maglietta ist geschieden und hat zwei Kinder.

## Filmografie
- 1985: Nella Città Barocca – Regie: Mario Martone
- 1992: Morte di un Matematico Napoletano – Regie: Mario Martone
- 1993: Rasoi – Regie: Mario Martone
- 1995: L’amore Molesto – Regie: Mario Martone
- 1995: R.D.F. Rumori Di Fondo – Regie: Claudio Camarca
- 1997: Akrobatinnen (Le Acrobate) – Regie: Silvio Soldini
- 2000: Brot und Tulpen (Pane e tulipani) – Regie: Silvio Soldini
- 2004: Agata und der Sturm (Agata e la tempesta) – Regie: Silvio Soldini
- 2009: Sisi (Fernsehfilm) – Regie: Xaver Schwarzenberger